# سام جيما
سامويل فيليب جيما (بالإنجليزية: Sam Gyimah)‏ (ولد في 10 أغسطس عام 1976) هو سياسي بريطاني عمل عضوًا في البرلمان في سوري الشرقية بين عامي 2010 و2019، ورغم انتخابه بدايةً كمحافظ، تمرّد على الحكومة لصد خروج المملكة المتحدة من الاتحاد الأوروبي دون صفقة، فعُلّقت عضويته كمحافظ في سبتمبر عام 2019، لينضم تباعاً للديقراطيين الليبراليين ويساندهم دون جدوى في الانتخابات العامة في العام ذاته في كينسينغتون.
بعدما شغل جيما منصبين بين عامي 2014 و2018، كأمين سر خاص لرئيس الوزراء ديفيد كاميرون في الشؤون البرلمانية، وكحامل سوط حكومي، ترقّى لمنصب وكيل وزارة الخارجية للشؤون البرلمانية، وعمل كذلك كوزير للجامعات، والعلوم، والبحث والتطوير من يناير 2018 حتى تقاعده في 30 نوفمبر عام 2018 احتجاجاً على اتفاقية انسحاب المملكة المتحدة من الاتحاد الأوروبي في ظل تيريزا ماي.

## النشأة
وُلد جيما في العاشر أغسطس عام 1976 في بيكنزفيلد في باكينغهامشاير، وكان والده طبيباً عاماً وأمه قابلة، وافترقا عندما كان في السادسة من عمره، فانتقل مع أخته وأخيه الأصغر سناً برفقة أمه إلى موطنها الأصل غانا، بينما بقي والده في المملكة المتحدة، فارتاد جيما مدرسة أكيموتا في أكرا الواقعة في غانا طوال السنوات العشر التالية، عاد بعدها إلى المملكة المتحدة ليقدم امتحانات الشهادة العامة في التعليم الثانوي والمستويات أ في كلية فريمان، وهي مدرسة عامة في بتنغفورد الواقعة في هرتفوردشاير، ليسجل بعد ذلك في كلية سومبرفيل في جامعة أوكسفورد، حيث درس العلوم السياسية، والفلسفة والاقتصاد، وانتُخب رئيساً لاتحاد أوكسفورد عام 1997.

## حياته ومسيرته المهنية
لدى تخرجه، عمل جيما لدى شركة غولدمان ساكس كمصرفي استثماري، واستقال عام 2003 لينشئ شركة كليرستون المحدودة للتدريب والتوظيف، بمشاركة زميله كريس فيلب الذي أصبح عضواً محافظاً في البرلمان لاحقاً، وفي أيلول عام 2005، حرّر جيما تقريراً لمجموعة باو، وهي مجمع تفكير محافظ، بعنوان (من الرماد: مستقبل حزب المحافظين)، فانتُخب على إثر ذلك رئيساً لمجموعة باو من عام 2006 وحتى 2007، ولم يفز في دائرة كيلبورن الانتخابية في انتخابات مجلس كامدن لعام 2006، واحتل بعذ ذلك المركز الثالث في ديسمبر عام 2009 في انتخابات غوزسبورت الأولية ليخلف بيتر فيغرز، ولكنه خسر أمام كارولين دينيناج.

## عمله في البرلمان

### عضو محافظ في البرلمان (2010-2019)
تبع إضافة اسمه للقائمة (أ) لحزب المحافظين، اختير مرشحاً برلمانياً مرتقباً لسوري الشرقية، وفاز في الانتخابات العامة عام 2010، وألقى خطابه الأول في 29 يوليو من العام ذاته، بعد ذلك أًصبح جيما عضواً في اللجنة البرلمانية للتنمية الدولية، وأعرب عن اهتمامه بتسخير القطاع الخاص لتحقيق أهداف التنمية الدولية، وبدأ كذلك بالمساهمة بدور فعال في جدالات تناولت التعليم والتوظيف، وفي بعض الحملات المحلية الموجهة لحماية الحزام الأخضر في سوري.
أصدر جيما عام 2011 تقريراً مع مجمع تفكير نيستا، دعماً للبدائل غير المعتمدة على البنوك للمشاريع التجارية الباحثة عن تمويل، فكان أول عضو برلماني ينادي بتسهيل الائتمان كوسيلة لتسريع انتعاش الاقتصد البريطاني.
عُيّن جيما سكرتيراً خاصاً لرئيس الوزراء فيما يخص الشؤون البرلمانية في التعديل الوزاري لعام 2012، وأًصبح حامل سوط حكومياً في تشرين الأول/أوكتوبر عام 2012، فدعم رئيس الوزراء أثناء تحالف كاميرون كليغ، وناصر جيما بقاء المملكة المتحدة في الاتحاد الأوروبي في استفتاء الاتحاد لعام 2016.
تولّى جيما منصب وزير لرعاية الطفل وتعليمه أثناء سير مشروع قانون رعاية الطفل في الفترة بين 2015 و2016، والذي صُمم ليقدم 30 ساعة أسبوعية من رعاية الأطفال الممولة للآباء العاملين ذوي الأطفال بعمر الثالثة والرابعة، وطالب المشروع المذكور السلطات المحلية بنشر معلومات حول الرعاية المحلية للطفل المتوفرة للآباء ومقدمي الرعاية، وتحوّل المشروع إلى قانون في 15 مارس عام 2016.